# Hohtenn
Hohtenn (walsertyska: Hote/Hòòtää) är en ort i kommunen Steg-Hohtenn i kantonen Valais, Schweiz. Orten var före den 1 januari 2009 en egen kommun, men slogs då samman med kommunen Steg till den nya kommunen Steg-Hohtenn.